# Lola T102
Chronologie des modèles (1968)
Lola T100 Lola T370
La Lola T102 est une monoplace de Formule 1 engagée par l'écurie allemande Bayerische Motoren Werke AG dans le cadre du Grand Prix d'Allemagne 1968, huitième manche du championnat du monde de Formule 1 1968. Conçue par le constructeur britannique Lola Cars sous la direction de l'ingénieur Eric Broadley, la T102 est pilotée par l'Allemand Hubert Hahne.

## Historique
Lors du Grand Prix d'Allemagne 1968, Hubert Hahne réalise le dix-huitième temps des qualifications en 10 min 42 s 9, à 1 min 38 s 9 du temps de la pole position établie par le pilote Ferrari Jacky Ickx. En course, l'Allemand double la Cooper de Lucien Bianchi et la McLaren de Bruce McLaren pour occuper la seizième place à l'issue du deuxième tour. Au tour suivant, il prend le meilleur sur Dan Gurney, puis sur les Lotus 49B de Joseph Siffert et Jackie Oliver et s'empare de la onzième place au septième tour. La seconde moitié de l'épreuve l'oppose à Gurney qui le dépasse au onzième tour, mais Hahne termine dixième de la course, à 10 min 11 s 3 du vainqueur Jackie Stewart,,.

## Résultats en championnat du monde de Formule 1

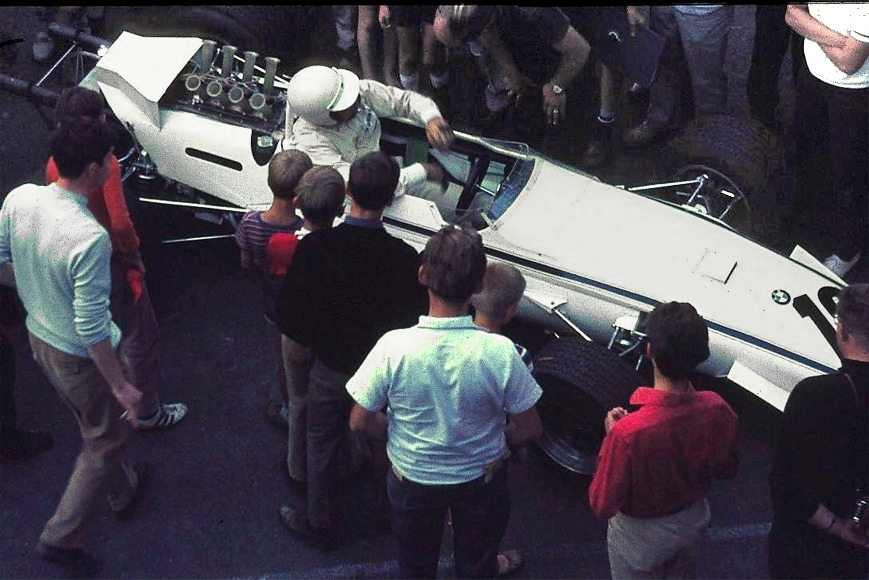
Hubert Hahne à bord de la Lola T102 au Grand Prix d'Allemagne 1968.

| Saison | Écurie                      | Moteur       | Pneus  | Pilotes      | Courses | Courses | Courses | Courses | Courses | Courses | Courses | Courses | Courses | Courses | Courses | Courses | Points inscrits | Classement |
| Saison | Écurie                      | Moteur       | Pneus  | Pilotes      | 1       | 2       | 3       | 4       | 5       | 6       | 7       | 8       | 9       | 10      | 11      | 12      | Points inscrits | Classement |
| ------ | --------------------------- | ------------ | ------ | ------------ | ------- | ------- | ------- | ------- | ------- | ------- | ------- | ------- | ------- | ------- | ------- | ------- | --------------- | ---------- |
| 1968   | Bayerische Motoren Werke AG | BMW M12/3 L4 | Dunlop |              | AFS     | ESP     | MON     | BEL     | P-B     | FRA     | GBR     | ALL     | ITA     | CAN     | USA     | MEX     | 0               | 13e        |
| 1968   | Bayerische Motoren Werke AG | BMW M12/3 L4 | Dunlop | Hubert Hahne |         |         |         |         |         |         |         | 10e     |         |         |         |         | 0               | 13e        |

Légende : ici